# Theobroma grandiflorum
 (avril 2009).
Si vous disposez d'ouvrages ou d'articles de référence ou si vous connaissez des sites web de qualité traitant du thème abordé ici, merci de compléter l'article en donnant les références utiles à sa vérifiabilité et en les liant à la section « Notes et références ».
Espèce
Statut de conservation UICN

 LC  : Préoccupation mineure
Theobroma grandiflorum (cupuassou) est une espèce de plantes dicotylédones de la famille des Malvaceae, originaire d'Amazonie.
C'est un arbre proche du cacaoyer. Il est originaire du sud et du sud-est de l'Amazonie brésilienne, en particulier des régions du Pará et du Maranhao. Largement cultivé dans le nord du Brésil, les principales régions de productions sont le Pará, suivies de l'État d'Amazonas, du Rondônia et de l'Acre. Cette plante est également appréciée en Guyane où elle a été  introduite par la communauté brésilienne.

## Description

### L'arbre

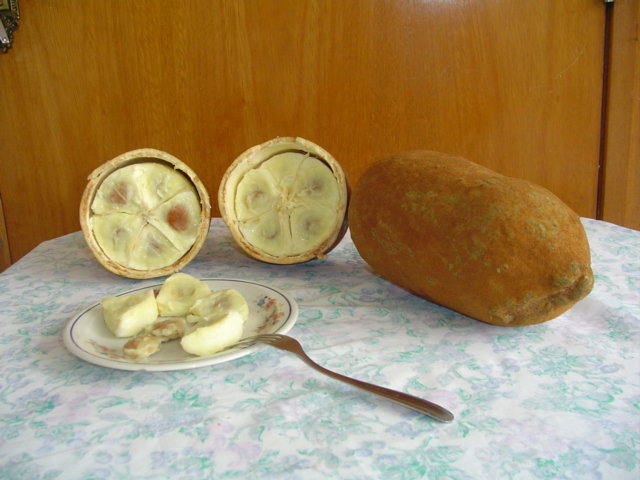
fruit de cupuaçu prêt à consommer frais.

Le pied de cupuaçu est un petit arbre généralement haut de 5 à 15 mètres, avec des individus pouvant dépasser 20 m. L'écorce est brune. Les feuilles sont longues de 25-35 cm pour 6 à 10 cm de largeur, et pourvues de 9 à 10 paires de nervures marquées. Les jeunes feuilles sont de couleur rose-violacé et deviennent vertes en grandissant.

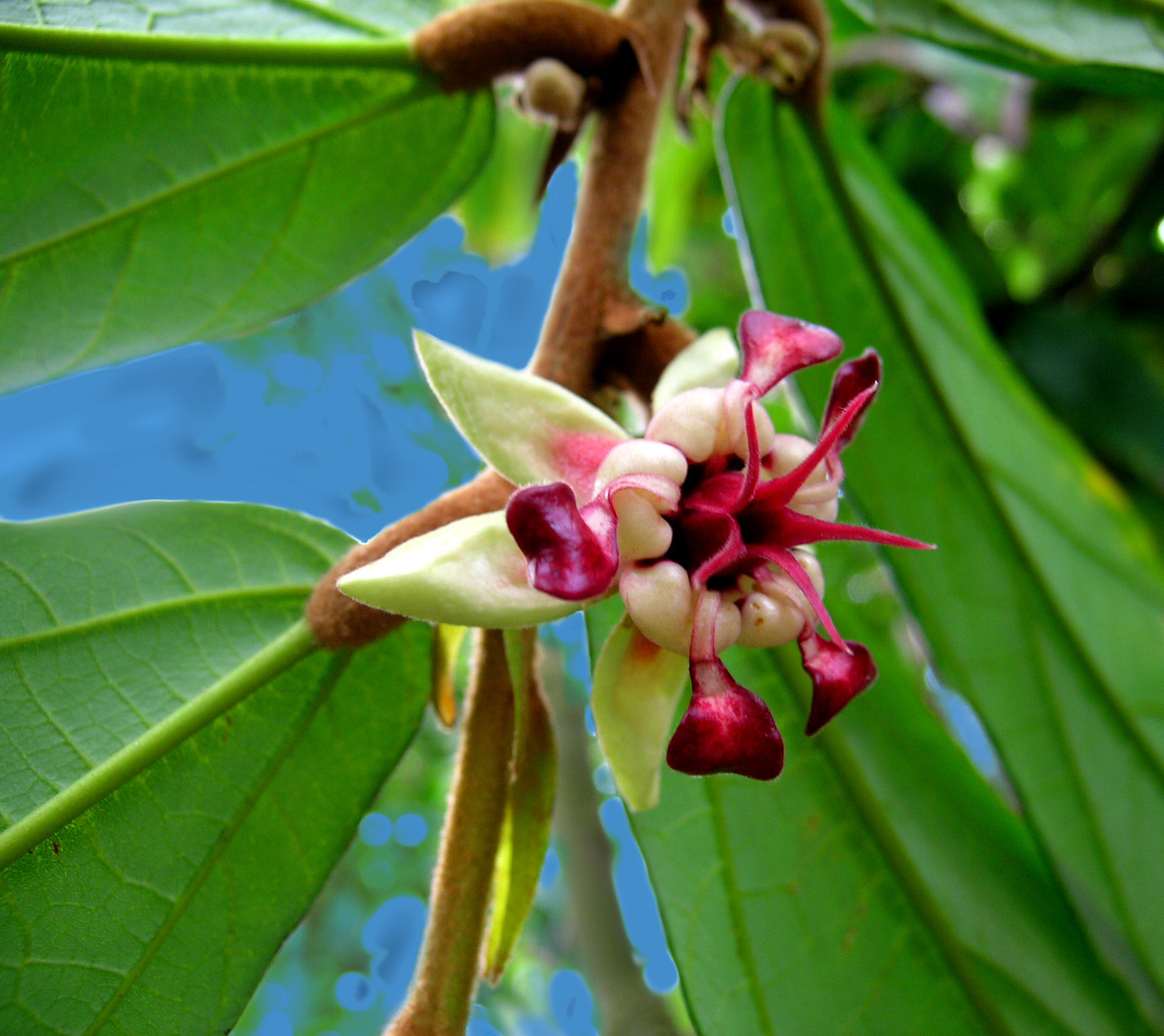
Fleur de cupuaçu.

### Les fleurs
Les fleurs rouge foncé sont les plus grandes du genre. Elles apparaissent sur le tronc (c'est un cas de cauliflorie) ainsi que sur les branches. Les fleurs de cupuaçu sont structurellement complexes et nécessitent une pollinisation par des vecteurs biotiques. La majorité des arbres de cupuaçu sont auto-incompatibles, ce qui peut entraîner une diminution des niveaux de pollinisation et, par conséquent, une diminution du rendement en fruits. La pollinisation peut également être affectée négativement par les conditions environnementales. Les pollinisateurs, qui comprennent des charançons chrysomélidés et des abeilles sans aiguillon, ne peuvent pas voler entre les fleurs lors de fortes pluies.

### Le fruit
Le fruit du cupuaçu est une cabosse ronde à oblongue, couverte d'un duvet brun. Elle peut atteindre 20 cm de long pour 10 cm de diamètre, et peser 1 à 2 kg, ce qui en fait le fruit le plus gros de la famille.
Le péricarpe solide forme une coque épaisse de 4 à 7 mm. Elle renferme une cinquantaine de fèves entourées d'une pulpe blanche mucilagineuse, acide et aromatique. Les fruits apparaissent à partir de janvier à mai. Le cacao a été sélectionné pour produire des fruits contenant essentiellement des fèves et peu de pulpe. Les cabosses de cupuaçu contiennent majoritairement cette pulpe blanche à l'odeur puissante décrite comme un mélange de chocolat et d’ananas. La pulpe est fréquemment utilisée dans les desserts, les jus de fruits et les sucreries. Le jus a un goût parfois décrit comme un mélange de poire, de banane, de fruit de la passion et de melon. Très présent sur les tables des restaurants du Para et de l'Amazonie, il est plus difficile de le trouver dans le reste du Brésil, et encore plus à l'extérieur du pays.

## Utilisations

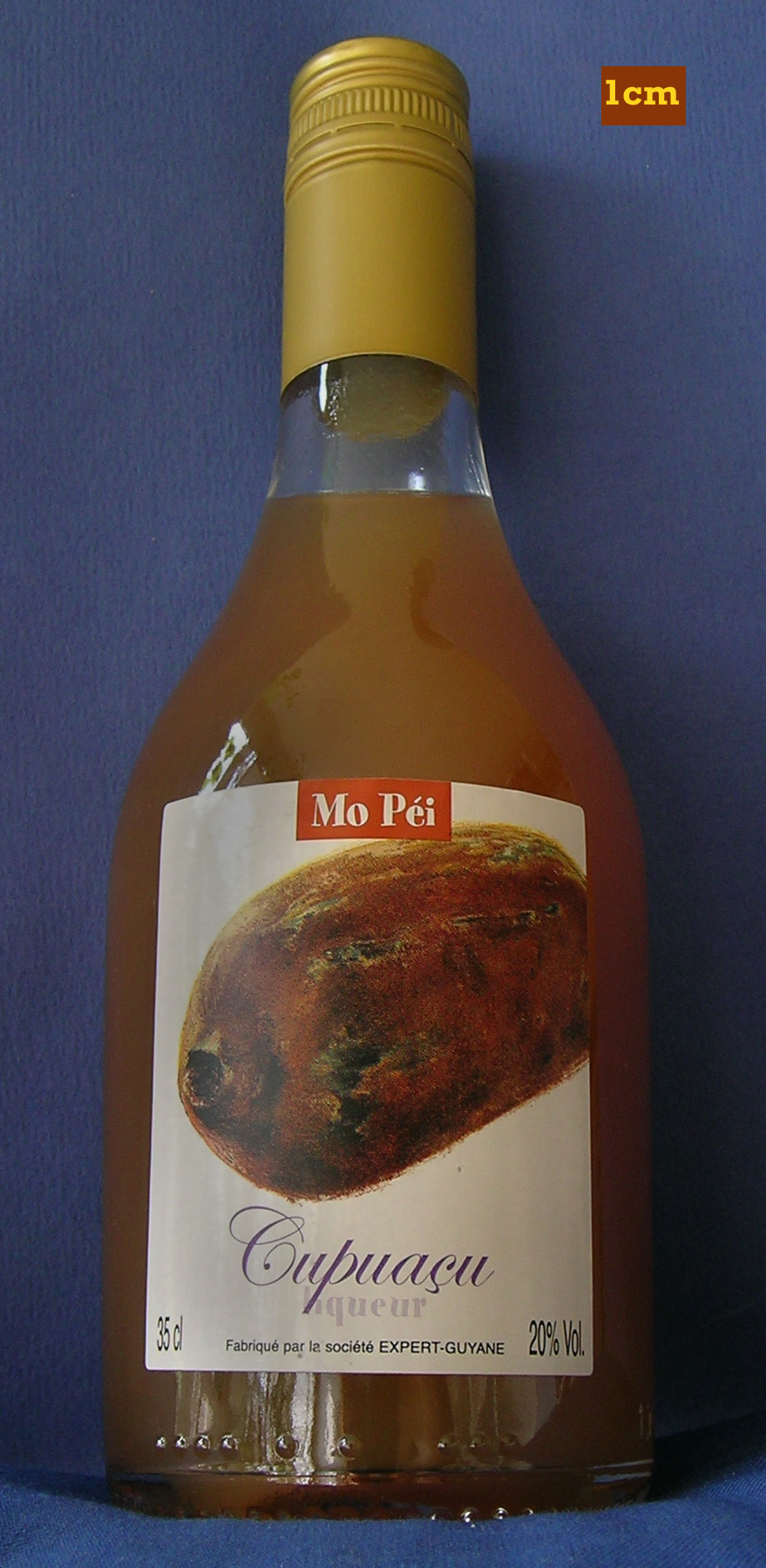
Liqueur de cupuaçu produite en Guyane.

La pulpe blanche du cupuaçu est fréquemment utilisée pour la confection de desserts, jus, crèmes glacées, bonbons, confitures, gelées, liqueurs, etc. Fortement aromatisée et acidulée, elle exhale en effet un parfum  et un goût unique, elle contient des glycosides de flavones sulfatés theograndins I et II, et d'autres flavonoïdes, dont les catéchines, la quercétine, le kaempférol et la scutellarine . Elle contient par ailleurs de la théacrine (acide 1,3,7,9-tétraméthylurique) à la place des xanthines (caféine, théobromine, et théophylline) que l'on trouve dans le cacao.
Une boisson bolivienne à base de cupuaçu est exportée vers certains pays européens[réf. nécessaire].
Les fèves du cupuaçu sont utilisées dans certaines régions du Brésil (vallées Solimões, Madeira, et Tocantins d'Amazonie) pour la confection d'une variété de chocolat, appelée localement cupulate. On utilise alors la même méthode que pour son cousin le cacaoyer. Le beurre de cupuaçu présente une forte teneur en acide linoléique ce qui abaisse son point de fusion.
On utilise le beurre de cupuaçu et sa pulpe en cosmétique et en médecine traditionnelle. Les propriétés antioxydantes du cupuaçu en ont fait un ingrédient pour certains produits cosmétiques. Certaines études scientifiques auraient démontré des propriétés médicinales pour traiter les maladies du tractus gastro-intestinal[réf. nécessaire].
Le bois peut aussi être utilisé comme matériau de construction[réf. nécessaire].

## Polémiques sur la propriété intellectuelle
Au début des années 2000, le cupuaçu a été au centre d'un débat international sur la biopiraterie.  La société japonaise Asahi Foods a déposé le nom "cupuaçu" pour usage exclusif. Le Brésil, qui détenait au 19e siècle le monopole de la production de caoutchouc naturel, avait vécu au début du 20e siècle un dramatique déclin économique de fait de l'exportation illégale de graines d'Hévéa par l'anglais Henry Alexander Wickham qui avait permis la production de latex en provenance d'Asie, qui concurrencera sérieusement, dès 1910, celle du bassin de l'Amazone, par ailleurs attaquée par des maladies de l'hévéa, causant le déclin de Manaus ainsi que de la Peruvian Amazon Company
. Le Musée des bateaux d'Ayapua (Museo Barco Historicos) à Iquitos, au Pérou, qualifie les actions de Whickham de " plus grand acte de biopiraterie au XIXe siècle et peut-être dans l'histoire ".
Les tentatives d'ASAHI foods réveillent les blessures historiques, des ONG puis le gouvernement brésilien (Chambre des députés et Sénat) mènent des efforts conjoints contre cette société, et parviennent à faire annuler cette inscription par l'Union européenne, le Japon et les États-Unis.

## Mise en culture
Le cupuaçu apprécie une terre fine constituant un sol fertile, profond avec une bonne rétention d'eau et une bonne constitution physique avec un pH entre 6,0 et 6,5.
Il est possible de multiplier le cupuaçu à partir de boutures ou de semences.
Un arbre de 5 ans produit en moyenne 20 à 30 fruits par an. Un arbre mature en produit 60 à 70.
La chenille du papillon Macrosoma tipulata (Hedylidae) peut constituer de sérieux ravages sur le feuillage des cupuaçus.

## Synonymes
Selon Catalogue of Life (21 novembre 2016) :
- Bubroma grandiflorum Willd. ex Spreng.
- Deltonea lactea Peckolt
- Guazuma grandiflora G.Don
- Theobroma macrantha Bernoulli
- Theobroma speciosa Willd. ex Mart.